# Stefan Mauk
Stefan Ingo Mauk, abrégé Stefan Mauk, né le 12 octobre 1995 à Adélaïde, est un footballeur australien. Il évolue au poste de milieu de terrain à Adélaïde United FC.

## Carrière

### En club
Stefan Mauk rejoint le NEC Nimègue lors de l'été 2016.

### En équipe nationale
Stefan Mauk est sélectionné dans quasiment toutes les catégories de jeunes, des moins de 17 ans, jusqu'aux moins de 23 ans. Il inscrit deux buts avec les moins de 17 ans, puis deux autres buts avec les moins de 20 ans.

## Statistiques
| Saison                | Club                  | Championnat           | Championnat | Championnat | Coupe(s) nationale(s) | Coupe(s) nationale(s) | Compétition(s) continentale(s) | Compétition(s) continentale(s) | Compétition(s) continentale(s) | Total | Total |
| Saison                | Club                  | Division              | M.          | B.          | M.                    | B.                    | Comp.                          | M.                             | B.                             | M.    | B.    |
| 2012-2013             | Melbourne City        | A-League              | 1           | 0           | 0                     | 0                     | -                              | -                              | -                              | 1     | 0     |
| 2013-2014             | Melbourne City        | A-League              | 16          | 0           | 0                     | 0                     | -                              | -                              | -                              | 16    | 0     |
| 2014-2015             | Melbourne City        | A-League              | 5           | 0           | 0                     | 0                     | -                              | -                              | -                              | 5     | 0     |
| 2015-2016             | Melbourne City        | A-League              | 12          | 4           | 3                     | 0                     | -                              | -                              | -                              | 15    | 4     |
| Sous-total            | Sous-total            | Sous-total            | 34          | 4           | 3                     | 0                     | -                              | -                              | -                              | 37    | 4     |
| 2015-2016             | Adélaïde United       | A-League              | 13          | 3           | -                     | -                     | ACL                            | 1                              | 0                              | 14    | 3     |
| 2016-2017             | NEC Nimègue           | Eredivisie            | 1           | 0           | 0                     | 0                     | -                              | -                              | -                              | 1     | 0     |
| Sous-total            | Sous-total            | Sous-total            | 14          | 3           | 0                     | 0                     | -                              | 1                              | 0                              | 15    | 3     |
| Total sur la carrière | Total sur la carrière | Total sur la carrière | 48          | 7           | 3                     | 0                     | -                              | 1                              | 0                              | 52    | 7     |

## Palmarès
Il remporte le championnat d'Australie en 2015-2016 avec l'Adélaïde United.